# Commissioner Gordon (Band)
Commissioner Gordon war eine deutsche Punkrockband aus Berlin.

## Geschichte
Commissioner Gordon gründeten sich 2003, hervorgegangen aus einem Akustikgitarrenprojekt der Gitarristen und Sänger Till und Matte, im brandenburgischen Eberswalde.
2006 veröffentlichten Commissioner Gordon ihr Debütalbum beim nächsten…, anschnallen! bei dem Freiburger Label Flight 13 und dem seit 2006 in Köln beheimateten Label Rookie Records, bekannt durch Alben von Gruppen wie Lonely Kings, Turbostaat, Terrorgruppe, und Spermbirds. Vertrieben wird das Album beim nächsten…, anschnallen! vom Wuppertaler Label Cargo Records. Der erste Airplay erfolgte auf Star FM. Commissioner Gordon spielten unter anderem Konzerte mit Bands wie Rantanplan, Neuser und Sportfreunde Stiller zusammen.

## Stil
Commissioner Gordon spielten deutschsprachigen, langsamen Punkrock im Stile von Muff Potter und Duesenjaeger. Die Band verwendet zusätzlich noch weiblichen Gesang, was in diesem Genre eher ungewöhnlich ist.

## Diskografie

### Alben
- 2006: beim nächsten…, anschnallen! (Rookie Records/Flight13/Cargo Records)

### Samplerbeiträge
- 2005: Flight 13 Sampler – Song: ausgebremst